# Ambatolampy (Tsiroanomandidy)
Ambatolampy est une commune urbaine malgache située dans la partie centre-sud de la région de Bongolava.